# Bokki
Bokki (auch: Boki, Bokké) ist ein Dorf in der Landgemeinde Tamou in Niger.

## Geographie
Das von einem traditionellen Ortsvorsteher (chef traditionnel) geleitete Dorf befindet sich rund 27 Kilometer nordöstlich des Hauptorts Tamou der gleichnamigen Landgemeinde, die zum Departement Say in der Region Tillabéri gehört. Zu den Siedlungen in der näheren Umgebung von Bokki zählen Dollé im Nordosten, Bokki Sorkeye im Osten, Djabou im Süden und Djongoré im Westen.
Es herrscht das Klima der Sudanzone vor, mit einer durchschnittlichen jährlichen Niederschlagsmenge zwischen 600 und 700 mm.

## Bevölkerung
Bei der Volkszählung 2012 hatte Bokki 2182 Einwohner, die in 297 Haushalten lebten. Bei der Volkszählung 2001 betrug die Einwohnerzahl 2467 in 256 Haushalten und bei der Volkszählung 1988 belief sich die Einwohnerzahl auf 2008 in 278 Haushalten.
In ethnischer Hinsicht leben Fulbe, Zarma und Hausa im Dorf.

## Wirtschaft und Infrastruktur
Der bedeutende Viehmarkt von Bokki wird von Züchtern frequentiert, die hier Vieh für den weiteren Handel verkaufen. Der Markttag ist Mittwoch. Am Markt werden auch Erdnüsse, aus denen Öl hergestellt wird, sowie Schmiedeprodukte und Töpferwaren verkauft. Eine Getreidebank wurde in den 1980er Jahren etabliert. Rund um Bokki erstrecken sich Gärten und Obstplantagen. Das Dorf ist ein Herkunftsgebiet für die Doumpalmennüsse, die am Markt Katako und auf den Straßen der Hauptstadt Niamey verkauft werden. Sie werden regional als kolodji bezeichnet und sind als Amuse-Gueule beliebt.
Mit einem Centre de Santé Intégré (CSI) ist ein Gesundheitszentrum im Dorf vorhanden. Es gibt eine Schule.